# Francesco Ramponi
Francesco Ramponi (... – tra la metà di settembre e l'11 ottobre 1349) è stato un vescovo cattolico italiano.

## Biografia
Nacque in un'importante famiglia bolognese di parte guelfa, dimorante in una casa torre tuttora esistente (la torre dei Ramponi all'angolo tra le attuali vie Rizzoli e Fossalta). Il padre potrebbe essere stato Conte figlio di Lambertino, che fu docente di diritto civile all'università di Bologna a cavallo tra Due e Trecento.
Del periodo precedente la sua elezione a vescovo non si conosce molto. Di sicuro entrò nel convento eremitano della sua città, dove si trovava uno studium generale dell'ordine, e vi svolse l'attività di professor (come fu definito in una lettera di papa Benedetto XII).
Nel 1320 divenne vescovo della diocesi di Ceneda, nel Trevigiano, succedendo a Manfredo di Collalto che era stato traslato a Belluno precedentemente al 13 luglio di quell'anno. La sua nomina fu un fatto nuovo, poiché da almeno un secolo i presuli di quella sede venivano scelti tra le famiglie della nobiltà locale. Questo, chiaramente, aveva messo gli aristocratici in competizione, causando gravissimi conflitti tra le parti: esemplare la vicenda del suo predecessore che, ad appena un anno dal trasferimento, fu assassinato durante una rivolta ordita, forse, dai da Camino. Anche la scelta di un eremitano non doveva essere casuale, dato che il suo ordine si caratterizzava per la compattezza e la fedeltà alla gerarchia, nonché per la specializzazione teologica.
Sin da subito il Ramponi perseguì una politica intransigente verso il notabilato locale, cercando di far valere i suoi diritti di vescovo-conte soprattutto in ambito giurisdizionale. Prese parte a numerose vertenze, delle quali si citano quelle con i Caminesi riguardo alle investiture di alcune fortezze, che il vescovo contestava per l'indegnità dei titolari (Guecellone da Camino e suo figlio Rizzardo erano stati scomunicati nel 1323).
Tensioni insorsero anche con il Comune di Treviso e con gli Scaligeri. Nel 1322 lanciò l'interdetto contro la città, dove signoreggiava Enrico II di Gorizia, mentre nel 1329, quando era passata agli Scaligeri, tentò di sollevarle contro il Comune di Ceneda. Come conseguenza, nel 1330 rappresentanti trevigiani si erano recati presso Alberto II e Mastino II della Scala per discutere della possibilità di aggregare la diocesi di Ceneda a quella di Treviso. È probabile che, di fronte a questa situazione, il Ramponi abbia preferito assecondare gli Scaligeri, tanto che tra il 1330 e il 1332 visse a Verona in una casa dei Brenzoni, famiglia vicina ai signori della città.
Tra il 1339 e il 1340 fu impegnato in una controversia contro la comunità di Conegliano, riguardante il governo del feudo di Castelnuovo, presso Tarzo. Ma l'episodio più noto è la lite con i da Camino, svoltasi tra il 1337 e il 1343. Con l'estinzione di uno dei due principali rami della casata, Ramponi pretese la restituzione dei vari castelli rimasti vacanti e cercò il consenso della Repubblica di Venezia offrendoli in feudo ai procuratori di San Marco. Citato in giudizio dall'altro ramo dei Caminesi, portò a suo sostegno un'imponente documentazione, che tuttavia venne completamente smontata dal procuratore della controparte che ne dimostrò anche la parziale falsità.
In questo periodo di tensione, i suoi nemici tentarono di sottrargli la residenza vescovile (il castello di San Martino) e addirittura ne ordirono l'assassinio. Fu alla fine costretto a rifugiarsi a Venezia dove visse nella casa di Niccolò Barbo fino al 1347.
Favorito dalla protezione di Venezia, Ramponi riuscì a chiudere la disputa con un compromesso: ai Caminesi furono restituiti i castelli contesi, ma rimanevano formalmente feudatari del vescovo, con l'"autorizzazione" del Senato veneziano.
La condotta del Ramponi fu criticata perfino dalla Curia avignonese. Già nel 1334 il papa non aveva apprezzato il suo coinvolgimento nell'assedio portato dai Bolognesi al legato pontificio Bertrando del Poggetto, asserragliatosi nel castello di Porta Galliera. Nel 1340 Benedetto XII descrisse il Ramponi in modo estremamente negativo, accusandolo di simonia, concubinato, furto - nei confronti di Bertrando e perfino del suo convento bolognese - e blasfemia, nonché di complicità nell'omicidio di un cenedese con conseguente usurpazione dei suoi beni. 
Nonostante ciò e nonostante le sue interferenze nella politica bolognese, così come i favoritismi nei confronti dei concittadini (in questo periodo se ne riscontrarono molti nella curia di Ceneda), è indubbio che il governo del Ramponi fosse effettivamente indirizzato al rafforzamento della propria Chiesa e al governo della propria comunità. Si vedano, a questo proposito, la promulgazione degli statuti di Ceneda (1339) e il preciso inventario dei beni vescovili (1348).
Come si ricava dai registri del Senato veneziano, da poco pubblicati, la sua data di morte andrebbe collocata tra la metà di settembre e l'11 ottobre 1349 (e non nel 1348, come si era sempre creduto).